# Udo Zelinka
Udo Zelinka (* 20. August 1959 in Olsberg; † 10. September 2006) war ein deutscher katholischer Theologe und Professor für Moraltheologie an der Ruhr-Universität Bochum.

## Leben
Udo Zelinka studierte von 1979 bis 1984 Theologie und Philosophie in Paderborn und Wien. Nach seiner Priesterweihe 1986 in Paderborn arbeitete er als Vikar in der Pfarrei St. Johannes Baptist in Attendorn. 1990 ging er als Wissenschaftlicher Assistent an den Lehrstuhl für Moraltheologie an der Universität Würzburg, wo er 1993 zum Doktor der Theologie promoviert wurde.
Nach seiner Promotion übernahm er die Stelle eines Wissenschaftlichen Mitarbeiters am Sozialwissenschaftlichen Institut der Bundeswehr in München/Strausberg. In dieser Zeit wohnte er in Mering bei Augsburg und arbeitet doch als Priester in der Pfarrgemeinde mit. 1995 ernannte ihn Erzbischof Kardinal Johannes Joachim Degenhardt zum Geschäftsführer der Diözesankommission zur Vorbereitung des Besuchs von Papst Johannes Paul II. in Paderborn.
Von 1996 an leitete er als Direktor die Katholische Akademie Schwerte. Der Katholischen Akademie Schwerte gehörte er bis 2006 als Vorsitzender des Kuratoriums an. Seit 2002 bis zu seinem Tod hatte Zelinka den Lehrstuhl für Moraltheologie der Katholisch-Theologischen Fakultät der Ruhr-Universität Bochum inne.

## Werke
- Normativität der Natur – Natur der Normativität. Eine interdisziplinäre Studie zur Genese und Funktion von Normen (SthE 57), Herder 1994, Dissertation ISBN 3-451-23157-3
- Brennender Dornbusch und pfingstliche Feuerzungen. Biblische Spuren in der modernen Literatur, Paderborn 2003.